# Sasayamagnomus
Sasayamagnomus (букв. «гном з Сасаями») — рід неоцератопсових динозаврів з ранньокрейдової (альбської) формації Ох'ямашімо префектури Хіого, Японія. Рід містить один вид, S. saegusai. За оцінками, типовий зразок досягав 80 сантиметрів у довжину, хоча цей зразок ще не повністю виріс.

## Відкриття та найменування
Sasayamagnomus був знайдений на місцезнаходженні мікрохребетних Міяда в місті Тамба-Сасаяма, префектура Хіого. Відомо з 17 різних черепних кісток, правого коракоїда та лівої великогомілкової кістки. Наявність двох правих носових кісток у матеріалі свідчить про те, що були представлені принаймні дві особи. До його офіційного опису було оголошено в анотації конференції у 2023 році.
Він був офіційно описаний як новий рід і вид неоцератопсів у 2024 році. Родова назва Sasayamagnomus походить від басейну Сасаяма, звідки були зібрані кістки, і латинського слова «гном», gnomus. Видова назва saegusa вшановує покійного доктора Харуо Саєгусу, який був керівником розкопок динозаврів у районі Тамба та зробив значний внесок у палеонтологію хребетних у префектурі Хіого.